# 小行星7884
小行星7884是一颗围绕太阳公转的小行星。1993年4月24日，亨利·德波鸿诺在拉西拉天文台发现了此天体。
这颗小行星的绝对星等为345.1237036799287等。